# Konan (Kochi)
Kōnan (em japonês 香南市 Kōnan-shi) é uma cidade localizada na Prefeitura de Kōchi, que se situa na ilha de Shikoku, Japão. Sua área total é de 126 km². De acordo com o censo japonês, a cidade tinha uma população estimada em 32.338 habitantes no ano de 2018.
A cidade atual de Kōnan foi fundada em 1.º de março de 2006, na mesma data de criação da nova cidade de Kami, a partir das fusões das cidades de Akaoka, Kagami, Noichi e Yasu, e do vilarejo de Yoshikawa (todos do distrito de Kami) que foram dissolvidas como resultado dessa fusão.

## Demografia
De acordo com os dados do censo japonês, estes são os números estimados da população, nos anos de 1995 até 2018, conforme dados obtidos através do Departamento de Estatísticas do Japão (Statistics Bureau Japan) (1995 - 2015) e também da prefeitura de Kōchi (via uub.jp).
| 1995   | 2000   | 2005   | 2010   | 2015   | 2018   |
| ------ | ------ | ------ | ------ | ------ | ------ |
| 31,481 | 32,659 | 33,541 | 33,830 | 32,961 | 32,338 |

Outro dado destacado pelo censo, é o envelhecimento da população. De acordo com os dados do censo de 2015, a faixa de idade com maior número de pessoas é a de 60 e 69 anos, com 5120 pessoas.
| Distribuição de idade (2015) | Distribuição de idade (2015) |
| ---------------------------- | ---------------------------- |
| 0-9 anos                     | 2,733                        |
| 10-19 anos                   | 3,200                        |
| 20-29 anos                   | 2,655                        |
| 30-39 anos                   | 3,795                        |
| 40-49 anos                   | 4,299                        |
| 50-59 anos                   | 3,791                        |
| 60-69 anos                   | 5,120                        |
| 70-79 anos                   | 3,942                        |
| 80+ anos                     | 3,337                        |

## Clima
O clima na região é quente e temperado, com nível de chuva significativo ao longo do ano, mesmo nos meses mais secos. Dezembro é considerado o mês com menor quantidade de chuvas, cerca de 59 mm de média. Já o mês de junho é considerado o mais chuvoso, chegando a registrar uma média de 319 mm. A pluviosidade média anual gira em torno de 2365 mm.
A temperatura média anual é de 16,7°C. Agosto é considerado o mês mais quente, com uma temperatura média de 27.5 °C, e janeiro é o mês mais frio, alcançando uma média de 6.3 °C. De acordo com a classificação climática Köppen e Geiger, o clima naquela localidade é classificada como CFA (clima subtropical úmido).

## Economia
A cidade de Kōnan possui um cultivo doméstico de hortaliças, especialmente tangerinas, alho-poró, melão esmeralda, melancia e tomate. O melão esmeralda, uma especiaria importante da cidade, é cultivado de uma maneira especial, através do método de estufa, em solo artificialmente controlado. A economia agrícola na cidade é estimada em 1,153 milhão de ienes, segundo o censo agropecuário e florestal de 2015.